# Dimităr Ivankov
Dimităr Ivanov Ivankov (in bulgaro Димитър Иванов Иванков?; Sofia, 30 ottobre 1975) è un allenatore di calcio ed ex calciatore bulgaro, di ruolo portiere. È il sesto portiere al mondo per numero di gol segnati, con 42.

## Carriera

### Club
Uscito dalle giovanili del Levski Sofia, vi gioca per dieci anni, segnando 25 reti su rigore; nel 2005 si trasferisce in Turchia, al Kayserispor; dopo 94 partite e sei reti segnate, passa al Bursaspor nel 2008.

### Nazionale
Con la nazionale di calcio bulgara ha giocato 63 partite, non andando però mai a segno.

## Palmarès

### Club

#### Competizioni nazionali
- Campionato bulgaro: 4

Levski Sofia: 1994-1995, 1999-2000, 2000-2001, 2001-2002
- Coppa di Bulgaria: 5

Levski Sofia: 1997-1998, 1999-2000, 2001-2002, 2002-2003, 2004-2005
- Coppa di Turchia: 1

Kayserispor: 2007-2008
- Campionato turco: 1

Bursaspor: 2009-2010